# Olgierd Ciepły
Olgierd Ciepły (* 28. März 1936 in Tscharnjaty, Hrodsenskaja Woblasz; † 5. Januar 2007 in Bydgoszcz) war ein polnischer Hammerwerfer.
1958 wurde er Vierter bei den Europameisterschaften in Stockholm, und 1959 gewann er Silber bei den Weltfestspielen der Jugend und Studenten.
Bei den Olympischen Spielen 1960 in Rom und bei den Europameisterschaften 1962 in Belgrad kam er jeweils auf den fünften Platz. 1964 wurde er Achter bei den Olympischen Spielen in Tokio.
Viermal wurde er Polnischer Meister (1959, 1960, 1962, 1963). Seine persönliche Bestleistung von 67,50 m stellte er am 9. Juli 1964 in Wałbrzych auf.
Er war mit der Sprinterin Teresa Ciepły verheiratet.